# Амджад Хайдерабаді
Амджад Хайдерабаді (англ. Amjad Hyderabadi, урду امجد حيدرابادى;), справжнє ім'я — Амджад (Ахмед) Хуссейн (англ. Amjad Hussain, урду سيد امجد حسين, 1888—1965) — індійський мусульманський поет, який писав вірші і прозу на мовах урду і фарсі, прозваний «Хакім-аль-Шуара» («Мудрий поет»).

## Біографія
Сеїд Амджад (Ахмед) Хусейн народився в Хайдарабаді в сім'ї зі середнього класу. Точна дата його народження невідома. Є думка, що це сталося в 1888 році, за іншою версією в 1895 році. Незабаром після народження майбутнього поета, помер його батько. Овдовіла мати залишилася без засобів до існування. Сім'я жила в крайній убогості.
Амджад отримав початкову освіту в медресе Нізамія. Завершивши навчання, викладав у цьому медресе. Потім влаштувався на роботу в офіс рахункової палати, де дослужився до місця помічника бухгалтера. Під час повені 28 вересня 1908 поет втратив матір, дружину і дочку, і мало не загинув сам у водах річки Мусі. Він повис на гілках фінікового дерева, ставши одним з півтораста осіб, які пережили повінь. Через шість років Ахмед одружився з дочкою свого вчителя. Він написав книгу про своє життя з дружиною «Джамаль-е-Амджад».
Поетичне обдарування в ньому проявилося у віці 15 або 16 років. Свій перший вірш «Людина і світ» поет написав у 24 роки. Він складав і читав газелі і рубаї під псевдонімом Амджад Хайдарабад. Його поезія носила релігійний, містичний і етичний характер. Популярність до поета прийшла після видання в 1907 році поетичної збірки «Рубаї», до якої увійшло сто чотиривіршів.
У 1933 році мулла Сеїд Сулейман Надві, високо оцінивши талант поета, назвав його «Хакім-ус-Шаура» («Мудрий поет»). У 1955 році широко відзначався шістдесятирічний ювілей поета. Амджад Хайдарабад помер 29 березня 1965 року. За життя він видав 15 книг віршів і прози.